# Geodena auridisca
Geodena auridisca es una especie de polilla de la familia Geometridae, descrita por primera vez por William Warren en 1904, con distribución endémica en Nigeria, Costa de Marfil y Sierra Leona.

## Descripción
Las alas anteriores son grises, con escamas más oscuras y algunas amarillas entremezcladas. Las alas posteriores son más pálidas, especialmente en la zona costal. La parte inferior es amarillenta con márgenes internos y ápice del ala anterior gris pálido. Las antenas, el borde superior de los palpos y la lengua son negros. Los palpos inferiores, cara, vértice y hombros son anaranjados, meintras que el tórax y abdomen son grises.